# Georg Daniel Petzold
Georg Daniel Petzold (* 25. Mai 1725 in Oberau bei Lüben; † 12. März 1790) war ein deutscher theologischer Schriftsteller.

## Leben
Georg Daniel Petzold studierte zu Lauban und Leipzig und wurde an letztgenannter Hochschule Magister. Er übernahm nach Beendigung seiner akademischen Laufbahn 1750 in seiner Heimat eine Hofmeisterstelle beim Landrat von Zedlitz bei Tiefhartmannsdorf. Aus diesen Verhältnissen schied er im Jahr 1753. Er wurde um diese Zeit Prediger in Lerchenborn bei Lüben, 1755 Pfarrer in Kriegheide und 1759 zu Seebnitz im Fürstentum Liegnitz. Er starb 1790 im Alter von 64 Jahren.
Unter seinen wenigen Schriften verdient insbesondere eine Erwähnung, in der er Christus darstellte nach dem Begriff der Heiligen Schrift, in Auszügen aus gehaltenen Predigten (2 Bde., Glogau 1774–75). So suchte er auch in einem anderen Buch das Geheimnis des Evangeliums oder das Geheimnis Christi aus einzelnen Bibelstellen zu erklären (Glogau 1785). Aus dem Lateinischen übersetzte er die von Christian August Crusius verfasste Abhandlung von dem, was Gott geziemt oder anständig ist (Leipzig 1752).